# Dobro Polje (Bośnia i Hercegowina)
Dobro Polje (cyr. Добро Поље) – wieś w Bośni i Hercegowinie, w Republice Serbskiej, w gminie Kalinovik. W 2013 roku liczyła 17 mieszkańców.